# Nenana complex
Beim Nenana complex handelt es sich um eine prähistorische, nordamerikanische Kultur, die zeitlich noch vor den ältesten Funden der Clovis-Kultur liegt. Sie wurde nach dem Fundort am Nenana River in Alaska benannt, einem Tal, das südwestlich von Fairbanks liegt. Ihre Artefakte fanden sich noch unter denen des Denali-Komplexes, einer der frühen alaskanischen, archäologischen Kulturen. Im Gegensatz zu den sonstigen paläoindianischen Kulturen fanden sich keine microblades, sehr kleine Steinklingen.
Mehrere der insgesamt fünf Fundorte wurden auf eine Zeit vor 11.000 BP datiert, so etwa die Fundstätte Walker Road, die allein fünf Funde dieses Alters aufweist. Der älteste ist auf 10.820 ± 200 Jahre datiert worden. Ein ähnliches Alter weisen Artefakte an der Fundstelle Broken Mammoth auf, deren Funde als besonders sicher datiert gelten. Weitere Fundstätten des Komplexes sind Dry Creek, Moose Creek und Chugwater. Nur am Dry Creek fanden sich organische, tierische Reste, nämlich von Schafen und Hirschen. Daneben wurden sogenannte Gastrolithen gefunden, Steine, die aus dem Kaumagen von Vögeln stammen, vermutlich Moor- und Schneehühnern.
Bei den Fundstücken handelt es sich um Projektilspitzen, die dreieckig sind, häufig mit Rundungen, die mitunter eine tropfenförmige Form ergeben. Sie weisen eine gezähnte Basis auf, sind jedoch nicht kanneliert. Hinzu kommen End- und Seitenschaber, Stichel, sowie einseitig geschärfte Messer, ebenso wie Hammersteine und Ambosssteine. Die Werkzeuge und Waffen sind den Clovisgeräten näher als denen des Denali-Komplexes.
Im benachbarten Teklanika-Tal wurde ein Fundstück auf ein Alter von 11.340 ± 150 Jahren datiert.
Die Klingen werden als Chindadn points bezeichnet, wobei das Wort aus der lokalen Athabaskensprache stammt, die etwa die White River First Nation spricht. In deren Gebiet, rund zwölf Kilometer nördlich von Beaver Creek, fanden sich ähnliche Klingen, die möglicherweise gleichen Alters und der Nenana-Kultur zuzurechnen sind.